# Cicadulina latens
Cicadulina latens är en insektsart som beskrevs av Ronald Gordon Fennah 1959. Cicadulina latens ingår i släktet Cicadulina och familjen dvärgstritar. Inga underarter finns listade i Catalogue of Life.